# 市川蒼
市川 蒼（いちかわ あおい、1991年10月2日 - ）は、日本の男性声優。福岡県出身。大沢事務所所属。

## 来歴
中学では吹奏楽部に入ったが、担当の先生が怖くてすぐ退部したことがある。高校から大学は演劇部だった。
2017年、テレビアニメ『Just Because!』で初主演を果たした。放送は『Just Because!』が先だったが、実際にアニメ作品でレギュラーが決まったのは『ダーリン・イン・ザ・フランキス』の方が先であった。
2022年、第16回声優アワードにおいて新人男優賞を受賞。

## 人物
右利き。
趣味はフライヤーデザイン、砂でクワガタを作ること。特技は、親指を変な方向に曲げる。虫が苦手。
写真を撮るのが趣味であり、カメラは最初に買ったものをずっと愛用しており用途に合わせてレンズを変えたりしているという。
尊敬している声優として松岡禎丞に対して憧れの先輩であることを伝えており、TVアニメ『ガチアクタ』でメインで共演できると香盤表を見て知った時には声優人生としての夢が叶ったと語っている。

## 出演
太字はメインキャラクター。

### テレビアニメ
2016年
- 魔法少女育成計画（男子生徒A）

2017年
- パズドラクロス（ギルド龍喚士）
- ツインエンジェルBREAK（男子生徒）
- スタミュ（中学生）
- Just Because!（泉瑛太）
- ブレンド・S（客）

2018年
- 宇宙よりも遠い場所（男子生徒、生徒たち）
- ダーリン・イン・ザ・フランキス（ミツル）
- からかい上手の高木さん（2018年 - 2022年、桜井） - 3シリーズ
- 斉木楠雄のΨ難（男子生徒C）
- ソードアート・オンライン オルタナティブ ガンゲイル・オンライン（2018年 - 2024年、ケンタ） - 2シリーズ
- ガンダムビルドダイバーズ（コウイチの仲間）
- ハイスコアガール（下村、ギャラリーB）
- はたらく細胞（赤血球1）
- ツルネ シリーズ（2018年 - 2023年、竹早静弥） - 2シリーズ
- ラディアン（2018年 - 2019年、兵士A、兵士B、子分A、部下A）
- となりの吸血鬼さん（男子生徒A）
- 寄宿学校のジュリエット（男子生徒）

2019年
- ブギーポップは笑わない（田中志郎）
- かぐや様は告らせたい〜天才たちの恋愛頭脳戦〜（告白する男性）
- えんどろ〜!（僧侶）
- 爆丸バトルプラネット（2019年 - 2020年、ハイドロス / ハイパーハイドロス、エーイ、警備員B、召使A）
- 賢者の孫（受験生、係員、騎士養成士官学院生、兵士）
- 手品先輩（助手）
- Dr.STONE（科学部部員）
- ぼくたちは勉強ができない!（坂本）
- 星合の空（永野雅人）

2020年
- number24（津々楽弥生）
- A3!（皆木昇）
- プランダラ（ペレ）
- 群れなせ!シートン学園（長鹿ネク）
- ハイキュー!! TO THE TOP（貝掛亮文）
- 神之塔 -Tower of God-（チョナ）
- フルーツバスケット（2020年 - 2021年、桜木直人） - 2シリーズ
- 魔女の旅々（エミル）
- ミュークルドリーミー（2020年 - 2021年、黒沢衿人） - 2シリーズ

2021年
- 2.43 清陰高校男子バレー部（吉野爽太）
- スケートリーディング☆スターズ（朱盆佑）
- 無職転生 〜異世界行ったら本気だす〜（貴族 息子）
- ホリミヤ（2021年 - 2023年、渡部一郎） - 2シリーズ
- 聖女の魔力は万能です（2021年 - 2023年、レイン・スランタニア） - 2シリーズ
- Sonny Boy（長良）

2022年
- 天才王子の赤字国家再生術（ストラング）
- 異世界薬局（ノア）
- 遊☆戯☆王ゴーラッシュ!!（2022年 - 2025年、野村）
- ブルーロック（2022年 - 2024年、五十嵐栗夢） - 2シリーズ
- SPY×FAMILY（デミトリアス・デズモンド）

2023年
- シュガーアップル・フェアリーテイル（デール）
- 英雄王、武を極めるため転生す 〜そして、世界最強の見習い騎士♀〜（モーリス）
- 地獄楽（2023年 - 2026年、山田浅ェ門付知） - 2シリーズ
- デッドマウント・デスプレイ（四乃山紫月）
- EDENS ZERO（キラー）

2024年
- ようこそ実力至上主義の教室へ 3rd Season（墨田誠）
- 百千さん家のあやかし王子（太鼓持ち）
- 黄昏アウトフォーカス（加賀利ルナ）
- 時々ボソッとロシア語でデレる隣のアーリャさん（野球部員）

2025年
- 魔神創造伝ワタル（ショウ）
- ウィッチウォッチ（一色崇）
- 小市民シリーズ（牛尾）
- ガチアクタ（ルド）
- サイレント・ウィッチ 沈黙の魔女の隠しごと（アーロン・オブライエン）

### 劇場アニメ
- 映画 さよなら私のクラマー ファーストタッチ（2021年、市川）
- 劇場版 からかい上手の高木さん（2022年）
- 劇場版ツルネ -はじまりの一射-（2022年、竹早静弥[32]）
- 劇場版ブルーロック -EPISODE 凪-（2024年、五十嵐栗夢）

### OVA
- 堀さんと宮村くん（2018年、男子A）
- 魔法使いの嫁 西の少年と青嵐の騎士（2021年、謎の少年[33] / エヴェン[34]） - コミックス第16巻 - 第18巻アニメーションDVD付き特装版

### Webアニメ
2010年代
- ホイッスル! ボイスリメイク版（2016年、山川智之）
- みるタイツ（2019年、男子生徒）

2020年代
- 爆丸アーマードアライアンス（2020年 - 2021年、エーイ、ハイドロス、ハイドロス×ベンタス、ハイドロス×オーレラス）
- 爆丸ジオガンライジング（2021年、エーイ）
- 爆丸エボリューションズ（2022年 - 2023年、ハイドロス、ハイドロス ストレングモード、ハイドロス スピードモード）
- ブルーロック あでぃしょなる・たいむ!（2022年、五十嵐栗夢）
- 爆丸レジェンズ（2023年、ハイドロス）

### ゲーム
- ソードアート・オンライン フェイタルバレット（2018年、役名表記なし[42]）
- 逆転オセロニア（2018年、風の精霊使いアシェルス）
- メイプルストーリー（2019年、メラン[43]、2020年、アロン[44]〈ゼルン・ダルモア〉）
- なむあみだ仏っ!-蓮台 UTENA-（2019年、金剛舞菩薩[45]、羅刹天[45]）
- イケメン源氏伝 あやかし恋えにし（2019年、平重衡[46]）
- 白猫プロジェクト（2020年、ジーク[47]）
- ディズニー ツイステッドワンダーランド（2020年、ラギー・ブッチ[48]）
- Caligula2（2021年、能登吟[49]）
- ドラゴンクエストX 天星の英雄たち オンライン（2021年、ドルタム[50]）
- クッキーラン: キングダム（2023年、スターダストクッキー）
- 百英雄伝 (レオン[51]）
- 聖剣伝説 VISIONS of MANA（2024年）

### BLCD
- αがαを抱く方法（2020年、東峯白蛇）
- 好物は真夜中のうちに腹のなか（2020年、タクミ）
- 黄昏アウトフォーカス（2020年 - 2021年、加賀利ルナ）
  - 黄昏アウトフォーカス overlap
- 24時間オチないKISS（2021年、高野）
- そんなに言うなら抱いてやる（2021年-2025年、みずき）
  - そんなに言うなら抱いてやる2
  - そんなに言うなら抱いてやる3
- 残像スローモーション（2021年、加賀利ルナ）
- 跪いて愛を問う（2021年 - 2022年、正己の友人、新人Dom）
  - 跪いて愛を問う ※『シェリプラス』2022-03月号付録
- ひだまりが聴こえる ‐リミット‐ 1〜3（2021年、千葉リュウ）
- 宵宵モノローグ（2022年、加賀利ルナ）
- 寺野くんと熊崎くん（2022年、羽場）
- 歌舞伎町バッドトリップ2（2022年、池田）
- 幕が下りたら僕らは番（2023年、桃）
- セブンティーンシロップ（2023年、幾田瑞生）
- ドアの向こうにはロマンス（2024年、崎谷南斗）
- キスは番にひざまずく（2024年、掛川千歳[52]）
- 秘密の森の魔術師はのどかを願う（プティ）
- 真夜中の俺を見て（つぐみ）

### 吹き替え
- 龍族 -The Blazing Dawn-（2024年、ラオタン〈老唐〉、ノートン）
- TALK TO ME／トーク・トゥ・ミー（2024年、ライリー〈ジョー・バード〉[53]）
- 自由研究には向かない殺人（コナー〈ジュード・M＝コリー〉

### デジタルコミック
- ひとつしかないもの（2023年、坂上楓月[54]）

### テレビ番組
※はインターネット配信。
- 坂泰斗と市川蒼のいつもの僕らでいいんですか？（2020年 - 、ニコニコ生放送※）[55]
- 市川蒼・小林千晃のこれでもテンションあがってます！（2020年 - 、ニコニコ生放送※）[56]

### ラジオ番組
- 鈴木崚汰・市川蒼 BE MY BABY（2020年 - 、A&G+）[57]

### 舞台（朗読劇）
- 声のプロフェッショナルが奏でるリーディングシェイクスピア『マクベス』（2020年、魔女、シーワード 他）[58]
- 声優が魅了する日本怪談話「流離う魂 -小泉八雲の世界-」（2020年、西田千太郎 他）[59]
- KIRAKIRA VOICE LAND VOL.33  LOVE×LETTERS（2021年、海斗）[60]
- 朗読で描く海外名作シリーズ 音楽朗読劇「モンテ・クリスト伯」（2021年、フェルナン 他）
- 江戸川乱歩 名作朗読劇『孤島の鬼』（2023年1月29日、箕浦金之助）
- 朗読劇『ドリアン・グレイの肖像』
- 江戸川乱歩 名作朗読劇「怪人二十面相－暗黒星－」（2024年3月3日、博品館劇場） [61]
- 朗読劇「若きウェルテルの悩み」（2024年5月6日、TOKYO FM HALL）[62]
- 朗読劇「ネコたん！〜猫町怪異奇譚〜」（2024年5月19日、龍石李依[63]）
- 朗読劇「ニュー・ルネッサンス・イン・パリ」（2024年7月23日、博品館劇場）[64]
- 江戸川乱歩 名作朗読劇「少年探偵団」（2024年9月7日、小林芳雄[65][66]）
- SF空想科学朗読劇「宇宙戦争」(2025年1月10日、I'M A SHOW）[67]
- 音楽朗読劇「仮面の男」〜アレクサンドル・デュマ・ペール「ダルタルニャン物語」より〜（2025年3月6日、博品館劇場） - ダルタニアン 役 他[68][69]
- VISIONARY READING「三島由紀夫レター教室」（2025年10月12日〈予定〉、紀伊國屋ホール） - 炎タケル 役[70]

### web朗読劇
- 『クリスマス・キャロル』刊行記念 上村祐翔 × 市川蒼 オンライン朗読会（2020年、Zoom※）[71]
- オンライン朗読劇『イツキトハル』（2021年、イツキ、PLATTO※）[72]

### CM
- 逆転オセロニア（2017年、「モンハン兄やん？編」）（2018年、「プール編」「ラーメン屋編」「カフェでの待ち時間編」）
- AEON（2020年、「新生活まるごとイオン編」）
- 三機工業株式会社 コンベエ（2020年、「カイテキをカタチニ」）

### その他コンテンツ
- ファントムバスターズ 第4巻発売記念PV（2024年、是岸遊人[73]）

## ディスコグラフィ

### キャラクターソング
| 発売日         | 商品名                                            | 歌                                                                                 | 楽曲                   | 備考                               |
| -------------- | ------------------------------------------------- | ---------------------------------------------------------------------------------- | ---------------------- | ---------------------------------- |
| 2022年12月14日 | ブルーロック キャラクターソングミニアルバム vol.1 | TEAM Z                                                                             | 「The Last One」       | テレビアニメ『ブルーロック』関連曲 |
| 2022年12月14日 | ブルーロック キャラクターソングミニアルバム vol.1 | 潔世一（浦和希）、我牙丸吟（仲村宗悟）、成早朝日（梶田大嗣）、五十嵐栗夢（市川蒼） | 「暴風とプロメテウス」 | テレビアニメ『ブルーロック』関連曲 |

### シリーズ一覧
1. ↑  第1期（2018年）、第2期『2』（2019年）、第3期『3』（2022年）
2. ↑  第1期（2018年）、第2期『II』（2024年）
3. ↑  第1期『-風舞高校弓道部-』（2018年 - 2019年）、第2期『-つながりの一射-』（2023年）
4. ↑  第2期『2nd season』（2020年）、第3期『The Final』（2021年）
5. ↑  第1期（2020年 - 2021年）、第2期『みっくす！』（2021年）
6. ↑  第1期（2021年）、第2期『-piece-』（2023年）
7. ↑  Season1（2021年）、Season2（2023年）
8. ↑  第1期（2022年 - 2023年）、第2期『VS. U-20 JAPAN』（2024年）
9. ↑  第1期（2023年）、第2期（2026年）

### 初出話一覧
1. ↑  第151話初出
2. 1 2  第18話初出
3. 1 2 3 4  第1話初出
4. ↑  第4話初出
5. ↑  第3話初出
6. 1 2  第2話初出

### ユニットメンバー
1. ↑  潔世一（浦和希）、蜂楽廻（海渡翼）、國神錬介（小野友樹）、千切豹馬（斉藤壮馬）、久遠渉（中澤まさとも）、雷市陣吾（松岡禎丞）、今村遊大（千葉翔也）、我牙丸吟（仲村宗悟）、成早朝日（梶田大嗣）、伊右衛門送人（綿貫竜之介）、五十嵐栗夢（市川蒼）